# Susisuchus
Susisuchus es un género extinto de crocodiliforme mesoeucrocodilio eusuquio que vivió durante el Cretácico Inferior de Brasil. Sus fósiles se han encontrado en estratos de la época del Aptiense en el Miembro Nova Olinda de la Formación Crato en Araripe y la cuenca Lima Campos del noreste de Brasil. Nombrado en 2003, Susisuchus es el único miembro de la familia Susisuchidae, y está cercanamente relacionado con el clado Eusuchia, el cual incluye a los crocodilianos actuales. La especie tipo es S. anatoceps, conocido a partir de un único esqueleto parcial articulado que preserva algo de tejido blando. Una segunda especie, S. jaguaribensis, fue nombrada en 2009 de restos fragmentarios.

## Descubrimiento

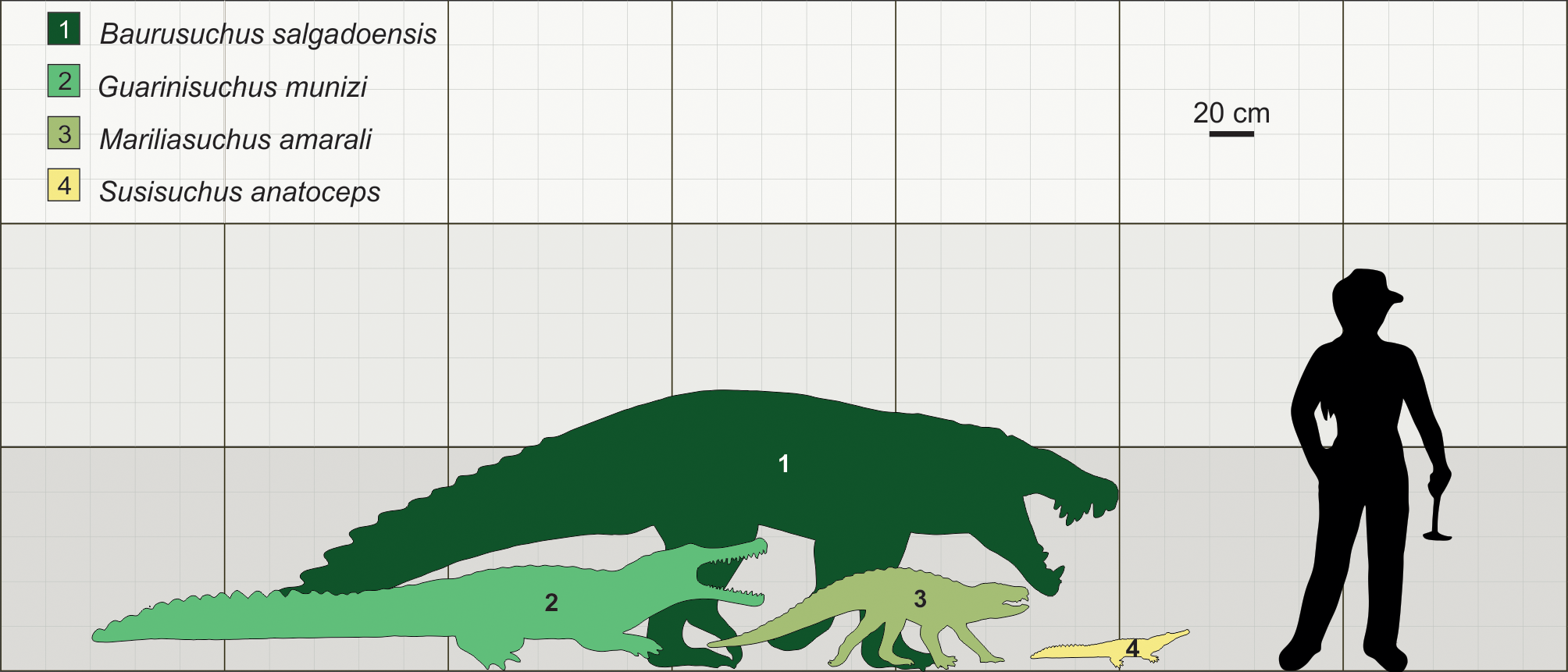
Tamaño de S. anatoceps comparado con otros crocodilomorfos brasileños del Cretácico.

El género Susisuchus fue erigido originalmente con la descripción de la especie tipo S. anatoceps en 2003. S. anatoceps fue hallado en sedimentos del Aptiense de la Formación Crato en la cuenca de Araripe, y constituye el primer crocodiliforme en ser descrito de esta formación. El esqueleto holotipo es el espécimen más completo conocido de Susisuchus, incluyendo a la mayor parte de los huesos excepto por los de las extremidades traseras, e incluso tiene rastros de tejido blando. Se piensa que el espécimen fue un cadáver disecado antes de quedar enterrado y fosilizarse posteriormente. La segunda especie, S. jaguaribensis, fue nombrada en 2009 de restos de la cuenca Lima Campos, cerca de 115 kilómetros de donde se desenterró el esqueleto de S. anatoceps.
Un nuevo espécimen de crocodiliforme de la Formación Crato fue descrito en 2009. Puede ser distinguido de los dos otros crocodiliformes conocidos de la formación, Araripesuchus y el trematocámpsido Caririsuchus, basándose en las características del peroné y las proporciones del fémur y la tibia. Dado que estos elementos de las patas traseras difieren de todos los demás crocodiliformes conocidos de la cuenca de Araripe, este espécimen fue clasificado tentativamente como cf. Susisuchus sp.

## Descripción
El espécimen holotipo de Susisuchus anatoceps incluye un cráneo y la mandíbula, los miembros delanteros, partes del esqueleto axial, y algunos osteodermos. Hay rastros de tejido blando alrededor de ambos miembros delanteros y los dígitos de la mano derecha. S. jaguaribensis es conocido de mucho menos material, pero los restos fragmentarios son suficientes para diagnosticar a la especie. Ambas especies tienen un contacto entre el escamoso y el hueso parietal que se sitúa en el borde posterior de la fenestra supratemporal, un agujero en la bóveda craneana.

### Osteodermos

Segmentación de osteodermos dorsales a través del tiempo en neosuquios avanzados (Susisuchus es el segundo desde la izquierda).

Susisuchus tenía un escudo dorsal de osteodermos que es similar al de los del clado más derivado, Eusuchia que incluye a los crocodilianos actuales. Susisuchus fue uno de los primeros mesoeucrocodilianos en tener un escudo tetraserial paravertebral, el cual está formado por los osteodermos dorsales que hacían a la espalda más rígida. En un escudo tetraserial paravertebral, hay cuatro filas sepradas de osteodermos paravertebrales (osteodermos cercanos a la línea media de la espalda). Los mesoeucrocodilianos primitivos como Bernissartia tienen escudos biseriales paravertebrales, en los cuales solo hay dos filas de osteodermos paravertebrales. Hay dos filas de osteodermos grandes que se segmentan en cuatro más pequeños en Susisuchus. Susisuchus además tenía dos filas de osteodermos accesorios a cada lado de los osteodermos paravertebrales, sin formar parte del escudo.
La segmentación del escudo paravertebral permitía un mayor grado de flexibilidad lateral en el tronco de Susisuchus. Esta flexibilidad pudo haber facilitado la ondulación lateral mientras nadaba, resultando en una mayor eficiencia en la locomoción. Debido a que la anchura del escudo paravertebral no quedaba comprometida por esta segmentación, la espalda podría quedar lo suficientemente rígida como para superar las fuerzas que encontraba durante la caminata erguida, o caminata semierguida. Sin embargo, esta habilidad de caminar erguido podría quedar restringida por el tamaño de Susisuchus. Si Susisuchus crecía a una masa superior a los 50 kilogramos, las fuerzas encontradas durante la caminata erguida pueden haber sido demasiado grandes como para ser contrarrestadas por el escudo paravertebral.

## Clasificación

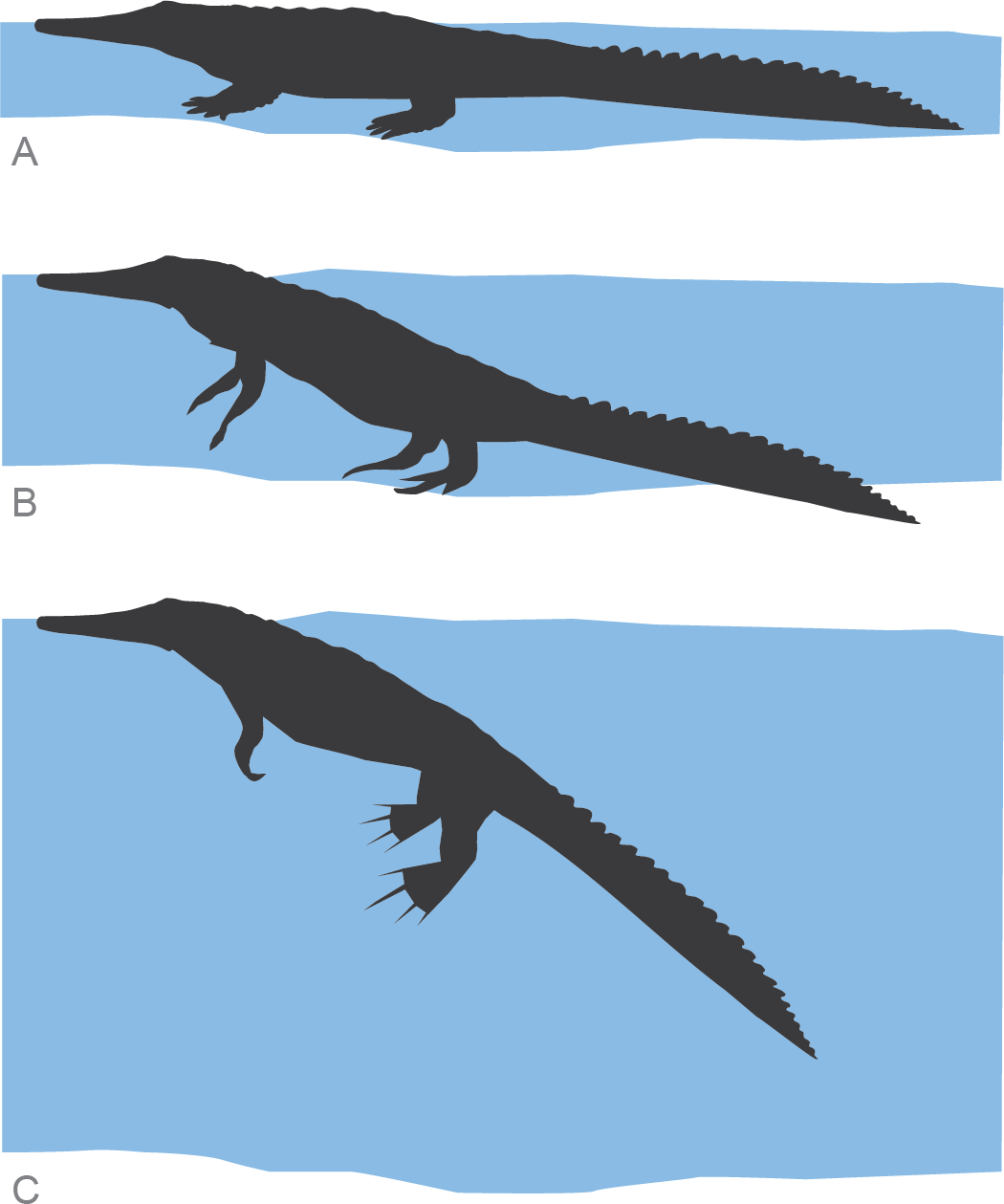
Posibles posturas de descanso de S. anatoceps en diferentes profundidades.

Susisuchus está cercanamente relacionado con Pachycheilosuchus de Glen Rose (Texas), Estados Unidos, e Isisfordia de Winton (Queensland), en Australia. Estos tres géneros son mesoeucrocodilios del Cretácico Inferior sumamente derivados. En la descripción inicial de Susisuchidae, Isisfordia fue considerado como un posible miembro de la familia, aunque ese género aún no había sido nombrado. Sin embargo, con su publicación oficial en 2006, Isisfordia fue situado dentro de Eusuchia como el miembro más basal de ese clado, mientras que Susisuchus fue situado por fuera de Eusuchia como su taxón hermano. A continuación se encuentra un cladograma basado en el análisis de Salisbury et al. (2006), mostrando las relaciones de Susisuchus e Isisfordia dentro de Mesoeucrocodylia:
|  | \| \| Hylaeochampsa vectiana \| \| \| \| \| \| Allodaposuchus precedens \| \| \| \| |
|  |                                                                                     |
|  | Crocodylia                                                                          |
|  |                                                                                     |
|  | Hylaeochampsa vectiana                                                              |
|  |                                                                                     |
|  | Allodaposuchus precedens                                                            |
|  |                                                                                     |

|  | Hylaeochampsa vectiana   |
|  |                          |
|  | Allodaposuchus precedens |
|  |                          |

|  | \| \| Hylaeochampsa vectiana \| \| \| \| \| \| Allodaposuchus precedens \| \| \| \| |
|  |                                                                                     |
|  | Crocodylia                                                                          |
|  |                                                                                     |
|  | Hylaeochampsa vectiana                                                              |
|  |                                                                                     |
|  | Allodaposuchus precedens                                                            |
|  |                                                                                     |

|  | Hylaeochampsa vectiana   |
|  |                          |
|  | Allodaposuchus precedens |
|  |                          |

|  | \| \| Hylaeochampsa vectiana \| \| \| \| \| \| Allodaposuchus precedens \| \| \| \| |
|  |                                                                                     |
|  | Crocodylia                                                                          |
|  |                                                                                     |
|  | Hylaeochampsa vectiana                                                              |
|  |                                                                                     |
|  | Allodaposuchus precedens                                                            |
|  |                                                                                     |

|  | Hylaeochampsa vectiana   |
|  |                          |
|  | Allodaposuchus precedens |
|  |                          |

|  | \| \| Hylaeochampsa vectiana \| \| \| \| \| \| Allodaposuchus precedens \| \| \| \| |
|  |                                                                                     |
|  | Crocodylia                                                                          |
|  |                                                                                     |
|  | Hylaeochampsa vectiana                                                              |
|  |                                                                                     |
|  | Allodaposuchus precedens                                                            |
|  |                                                                                     |

|  | Hylaeochampsa vectiana   |
|  |                          |
|  | Allodaposuchus precedens |
|  |                          |

|  | \| \| Hylaeochampsa vectiana \| \| \| \| \| \| Allodaposuchus precedens \| \| \| \| |
|  |                                                                                     |
|  | Crocodylia                                                                          |
|  |                                                                                     |
|  | Hylaeochampsa vectiana                                                              |
|  |                                                                                     |
|  | Allodaposuchus precedens                                                            |
|  |                                                                                     |

|  | Hylaeochampsa vectiana   |
|  |                          |
|  | Allodaposuchus precedens |
|  |                          |

|  | \| \| Hylaeochampsa vectiana \| \| \| \| \| \| Allodaposuchus precedens \| \| \| \| |
|  |                                                                                     |
|  | Crocodylia                                                                          |
|  |                                                                                     |
|  | Hylaeochampsa vectiana                                                              |
|  |                                                                                     |
|  | Allodaposuchus precedens                                                            |
|  |                                                                                     |

|  | Hylaeochampsa vectiana   |
|  |                          |
|  | Allodaposuchus precedens |
|  |                          |

|  | \| \| Hylaeochampsa vectiana \| \| \| \| \| \| Allodaposuchus precedens \| \| \| \| |
|  |                                                                                     |
|  | Crocodylia                                                                          |
|  |                                                                                     |
|  | Hylaeochampsa vectiana                                                              |
|  |                                                                                     |
|  | Allodaposuchus precedens                                                            |
|  |                                                                                     |

|  | Hylaeochampsa vectiana   |
|  |                          |
|  | Allodaposuchus precedens |
|  |                          |

|  | \| \| Hylaeochampsa vectiana \| \| \| \| \| \| Allodaposuchus precedens \| \| \| \| |
|  |                                                                                     |
|  | Crocodylia                                                                          |
|  |                                                                                     |
|  | Hylaeochampsa vectiana                                                              |
|  |                                                                                     |
|  | Allodaposuchus precedens                                                            |
|  |                                                                                     |

|  | Hylaeochampsa vectiana   |
|  |                          |
|  | Allodaposuchus precedens |
|  |                          |

|  | \| \| Hylaeochampsa vectiana \| \| \| \| \| \| Allodaposuchus precedens \| \| \| \| |
|  |                                                                                     |
|  | Crocodylia                                                                          |
|  |                                                                                     |
|  | Hylaeochampsa vectiana                                                              |
|  |                                                                                     |
|  | Allodaposuchus precedens                                                            |
|  |                                                                                     |

|  | Hylaeochampsa vectiana   |
|  |                          |
|  | Allodaposuchus precedens |
|  |                          |

|  | \| \| Hylaeochampsa vectiana \| \| \| \| \| \| Allodaposuchus precedens \| \| \| \| |
|  |                                                                                     |
|  | Crocodylia                                                                          |
|  |                                                                                     |
|  | Hylaeochampsa vectiana                                                              |
|  |                                                                                     |
|  | Allodaposuchus precedens                                                            |
|  |                                                                                     |

|  | Hylaeochampsa vectiana   |
|  |                          |
|  | Allodaposuchus precedens |
|  |                          |

|  | \| \| Hylaeochampsa vectiana \| \| \| \| \| \| Allodaposuchus precedens \| \| \| \| |
|  |                                                                                     |
|  | Crocodylia                                                                          |
|  |                                                                                     |
|  | Hylaeochampsa vectiana                                                              |
|  |                                                                                     |
|  | Allodaposuchus precedens                                                            |
|  |                                                                                     |

|  | Hylaeochampsa vectiana   |
|  |                          |
|  | Allodaposuchus precedens |
|  |                          |

|  | \| \| Hylaeochampsa vectiana \| \| \| \| \| \| Allodaposuchus precedens \| \| \| \| |
|  |                                                                                     |
|  | Crocodylia                                                                          |
|  |                                                                                     |
|  | Hylaeochampsa vectiana                                                              |
|  |                                                                                     |
|  | Allodaposuchus precedens                                                            |
|  |                                                                                     |

|  | Hylaeochampsa vectiana   |
|  |                          |
|  | Allodaposuchus precedens |
|  |                          |

|  | \| \| Hylaeochampsa vectiana \| \| \| \| \| \| Allodaposuchus precedens \| \| \| \| |
|  |                                                                                     |
|  | Crocodylia                                                                          |
|  |                                                                                     |
|  | Hylaeochampsa vectiana                                                              |
|  |                                                                                     |
|  | Allodaposuchus precedens                                                            |
|  |                                                                                     |

|  | Hylaeochampsa vectiana   |
|  |                          |
|  | Allodaposuchus precedens |
|  |                          |

|  | \| \| Hylaeochampsa vectiana \| \| \| \| \| \| Allodaposuchus precedens \| \| \| \| |
|  |                                                                                     |
|  | Crocodylia                                                                          |
|  |                                                                                     |
|  | Hylaeochampsa vectiana                                                              |
|  |                                                                                     |
|  | Allodaposuchus precedens                                                            |
|  |                                                                                     |

|  | Hylaeochampsa vectiana   |
|  |                          |
|  | Allodaposuchus precedens |
|  |                          |

|  | \| \| Hylaeochampsa vectiana \| \| \| \| \| \| Allodaposuchus precedens \| \| \| \| |
|  |                                                                                     |
|  | Crocodylia                                                                          |
|  |                                                                                     |
|  | Hylaeochampsa vectiana                                                              |
|  |                                                                                     |
|  | Allodaposuchus precedens                                                            |
|  |                                                                                     |

|  | Hylaeochampsa vectiana   |
|  |                          |
|  | Allodaposuchus precedens |
|  |                          |

|  | \| \| Hylaeochampsa vectiana \| \| \| \| \| \| Allodaposuchus precedens \| \| \| \| |
|  |                                                                                     |
|  | Crocodylia                                                                          |
|  |                                                                                     |
|  | Hylaeochampsa vectiana                                                              |
|  |                                                                                     |
|  | Allodaposuchus precedens                                                            |
|  |                                                                                     |

|  | Hylaeochampsa vectiana   |
|  |                          |
|  | Allodaposuchus precedens |
|  |                          |

|  | \| \| Hylaeochampsa vectiana \| \| \| \| \| \| Allodaposuchus precedens \| \| \| \| |
|  |                                                                                     |
|  | Crocodylia                                                                          |
|  |                                                                                     |
|  | Hylaeochampsa vectiana                                                              |
|  |                                                                                     |
|  | Allodaposuchus precedens                                                            |
|  |                                                                                     |

|  | Hylaeochampsa vectiana   |
|  |                          |
|  | Allodaposuchus precedens |
|  |                          |

|  | \| \| Hylaeochampsa vectiana \| \| \| \| \| \| Allodaposuchus precedens \| \| \| \| |
|  |                                                                                     |
|  | Crocodylia                                                                          |
|  |                                                                                     |
|  | Hylaeochampsa vectiana                                                              |
|  |                                                                                     |
|  | Allodaposuchus precedens                                                            |
|  |                                                                                     |

|  | Hylaeochampsa vectiana   |
|  |                          |
|  | Allodaposuchus precedens |
|  |                          |

|  | \| \| Hylaeochampsa vectiana \| \| \| \| \| \| Allodaposuchus precedens \| \| \| \| |
|  |                                                                                     |
|  | Crocodylia                                                                          |
|  |                                                                                     |
|  | Hylaeochampsa vectiana                                                              |
|  |                                                                                     |
|  | Allodaposuchus precedens                                                            |
|  |                                                                                     |

|  | Hylaeochampsa vectiana   |
|  |                          |
|  | Allodaposuchus precedens |
|  |                          |

|  | \| \| Hylaeochampsa vectiana \| \| \| \| \| \| Allodaposuchus precedens \| \| \| \| |
|  |                                                                                     |
|  | Crocodylia                                                                          |
|  |                                                                                     |
|  | Hylaeochampsa vectiana                                                              |
|  |                                                                                     |
|  | Allodaposuchus precedens                                                            |
|  |                                                                                     |

|  | Hylaeochampsa vectiana   |
|  |                          |
|  | Allodaposuchus precedens |
|  |                          |

|  | \| \| Hylaeochampsa vectiana \| \| \| \| \| \| Allodaposuchus precedens \| \| \| \| |
|  |                                                                                     |
|  | Crocodylia                                                                          |
|  |                                                                                     |
|  | Hylaeochampsa vectiana                                                              |
|  |                                                                                     |
|  | Allodaposuchus precedens                                                            |
|  |                                                                                     |

|  | Hylaeochampsa vectiana   |
|  |                          |
|  | Allodaposuchus precedens |
|  |                          |

|  | \| \| Hylaeochampsa vectiana \| \| \| \| \| \| Allodaposuchus precedens \| \| \| \| |
|  |                                                                                     |
|  | Crocodylia                                                                          |
|  |                                                                                     |
|  | Hylaeochampsa vectiana                                                              |
|  |                                                                                     |
|  | Allodaposuchus precedens                                                            |
|  |                                                                                     |

|  | Hylaeochampsa vectiana   |
|  |                          |
|  | Allodaposuchus precedens |
|  |                          |

|  | \| \| Hylaeochampsa vectiana \| \| \| \| \| \| Allodaposuchus precedens \| \| \| \| |
|  |                                                                                     |
|  | Crocodylia                                                                          |
|  |                                                                                     |
|  | Hylaeochampsa vectiana                                                              |
|  |                                                                                     |
|  | Allodaposuchus precedens                                                            |
|  |                                                                                     |

|  | Hylaeochampsa vectiana   |
|  |                          |
|  | Allodaposuchus precedens |
|  |                          |

|  | \| \| Hylaeochampsa vectiana \| \| \| \| \| \| Allodaposuchus precedens \| \| \| \| |
|  |                                                                                     |
|  | Crocodylia                                                                          |
|  |                                                                                     |
|  | Hylaeochampsa vectiana                                                              |
|  |                                                                                     |
|  | Allodaposuchus precedens                                                            |
|  |                                                                                     |

|  | Hylaeochampsa vectiana   |
|  |                          |
|  | Allodaposuchus precedens |
|  |                          |

|  | \| \| Hylaeochampsa vectiana \| \| \| \| \| \| Allodaposuchus precedens \| \| \| \| |
|  |                                                                                     |
|  | Crocodylia                                                                          |
|  |                                                                                     |
|  | Hylaeochampsa vectiana                                                              |
|  |                                                                                     |
|  | Allodaposuchus precedens                                                            |
|  |                                                                                     |

|  | Hylaeochampsa vectiana   |
|  |                          |
|  | Allodaposuchus precedens |
|  |                          |

|  | \| \| Hylaeochampsa vectiana \| \| \| \| \| \| Allodaposuchus precedens \| \| \| \| |
|  |                                                                                     |
|  | Crocodylia                                                                          |
|  |                                                                                     |
|  | Hylaeochampsa vectiana                                                              |
|  |                                                                                     |
|  | Allodaposuchus precedens                                                            |
|  |                                                                                     |

|  | Hylaeochampsa vectiana   |
|  |                          |
|  | Allodaposuchus precedens |
|  |                          |

|  | \| \| Hylaeochampsa vectiana \| \| \| \| \| \| Allodaposuchus precedens \| \| \| \| |
|  |                                                                                     |
|  | Crocodylia                                                                          |
|  |                                                                                     |
|  | Hylaeochampsa vectiana                                                              |
|  |                                                                                     |
|  | Allodaposuchus precedens                                                            |
|  |                                                                                     |

|  | Hylaeochampsa vectiana   |
|  |                          |
|  | Allodaposuchus precedens |
|  |                          |

|  | \| \| Hylaeochampsa vectiana \| \| \| \| \| \| Allodaposuchus precedens \| \| \| \| |
|  |                                                                                     |
|  | Crocodylia                                                                          |
|  |                                                                                     |
|  | Hylaeochampsa vectiana                                                              |
|  |                                                                                     |
|  | Allodaposuchus precedens                                                            |
|  |                                                                                     |

|  | Hylaeochampsa vectiana   |
|  |                          |
|  | Allodaposuchus precedens |
|  |                          |

|  | \| \| Hylaeochampsa vectiana \| \| \| \| \| \| Allodaposuchus precedens \| \| \| \| |
|  |                                                                                     |
|  | Crocodylia                                                                          |
|  |                                                                                     |
|  | Hylaeochampsa vectiana                                                              |
|  |                                                                                     |
|  | Allodaposuchus precedens                                                            |
|  |                                                                                     |

|  | Hylaeochampsa vectiana   |
|  |                          |
|  | Allodaposuchus precedens |
|  |                          |

|  | \| \| Hylaeochampsa vectiana \| \| \| \| \| \| Allodaposuchus precedens \| \| \| \| |
|  |                                                                                     |
|  | Crocodylia                                                                          |
|  |                                                                                     |
|  | Hylaeochampsa vectiana                                                              |
|  |                                                                                     |
|  | Allodaposuchus precedens                                                            |
|  |                                                                                     |

|  | Hylaeochampsa vectiana   |
|  |                          |
|  | Allodaposuchus precedens |
|  |                          |

|  | \| \| Hylaeochampsa vectiana \| \| \| \| \| \| Allodaposuchus precedens \| \| \| \| |
|  |                                                                                     |
|  | Crocodylia                                                                          |
|  |                                                                                     |
|  | Hylaeochampsa vectiana                                                              |
|  |                                                                                     |
|  | Allodaposuchus precedens                                                            |
|  |                                                                                     |

|  | Hylaeochampsa vectiana   |
|  |                          |
|  | Allodaposuchus precedens |
|  |                          |

|  | \| \| Hylaeochampsa vectiana \| \| \| \| \| \| Allodaposuchus precedens \| \| \| \| |
|  |                                                                                     |
|  | Crocodylia                                                                          |
|  |                                                                                     |
|  | Hylaeochampsa vectiana                                                              |
|  |                                                                                     |
|  | Allodaposuchus precedens                                                            |
|  |                                                                                     |

|  | Hylaeochampsa vectiana   |
|  |                          |
|  | Allodaposuchus precedens |
|  |                          |

Susisuchus tenía vértebras torácicas, lumbares y caudales anficélicas, lo que significa que los extremos de los centros de estas vértebras eran cóncavos. La presencia de este rasgo en un crocodiliforme con un escudo tetraserial paravertebral es inusual, y fue usada para la creación de la familia Susisuchidae, de la cual Susisuchus es el único miembro. Susisuchus puede ser considerado como una forma transicional porque tiene un escudo tetraserial paravertebral característico de los eusuquios, pero conservaba las vértebras anficélicas propias de los crocodilomorfos más basales.
Con la descripción de S. jaguaribensis como una segunda especie de Susisuchus, el género ha sido redefinido filogenéticamente como un taxón basado en nodos que incluye al último ancestro común de Susisuchus anatoceps y Susisuchus jaguaribensis y a todos sus descendientes.